# Walter Jenkins

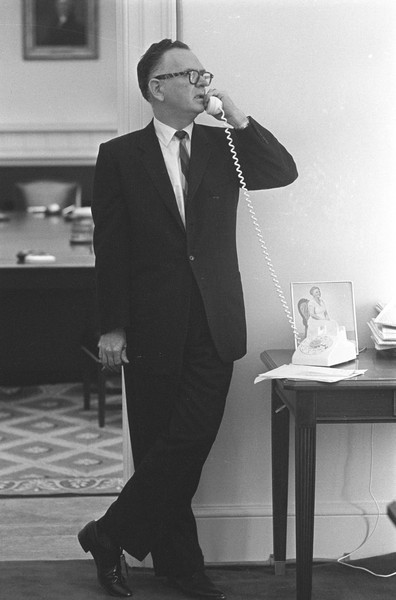
Walter Wilson Jenkins (1963)

Walter Wilson Jenkins (* 23. März 1918 in Jolly, Clay County, Texas; † 23. November 1985) war ein langjähriger Mitarbeiter und Assistent des US-amerikanischen Präsidenten Lyndon B. Johnson. Ein anhaltender Sexskandal kurz vor den US-amerikanischen Präsidentschaftswahlen 1964 beendete die politische Karriere von Jenkins.

## Lebensweg
Jenkins verbrachte seine Kindheit in Wichita Falls, Texas und studierte später an der University of Texas, wo er sein Studium nach zwei Jahren ohne Abschluss beendete. 1939 begann er für Johnson zu arbeiten, als Johnson Abgeordneter des US-amerikanischen Repräsentantenhaus war. Diese Zusammenarbeit dauerte 25 Jahre, in denen Johnson vom Abgeordneten zum Senator und zum Vizepräsidenten der Vereinigten Staaten politisch aufstieg. Von 1941 bis 1945 diente Jenkins in der Armee. Nach seinem Ausscheiden heiratete er Helen Marjorie Whitehill, mit der er sechs Kinder hatte, vier Jungen und zwei Mädchen. Im Jahr 1970 trennte sich das Ehepaar, die Ehe wurde aber nie geschieden. Helen Jenkins starb 1987.

## Politische Karriere und Skandale
1951 bewarb sich Jenkins in Wichita Falls für den Kongress, verlor aber aufgrund seiner Konversion zum Katholizismus die Wahlen.

### Verhaftung
Die politische Karriere von Jenkins endete im Oktober 1964, als die Washingtoner Polizei Jenkins beim Sex mit einem Mann auf der Toilette eines örtlichen YMCA verhaftete und ein Reporter der Zeitung Washington Star von diesem Vorfall Kenntnis erlangte.
Johnson versuchte den Washington Star von der Veröffentlichung des Vorfalls abzuhalten und schaltete seinen Anwalt Abe Fortas ein. Trotzdem wurde die Story im Washington Star gedruckt und Jenkins daraufhin gedrängt, seine Stelle als Assistent aufzugeben.

### Politische Reaktionen
Johnsons Gegner im Präsidentschaftswahlkampf Barry Goldwater entschied sich den Vorfall nicht als Kampagne im Wahlkampf zu verwenden. Goldwater kannte Jenkins seit vielen Jahren aus dem Senat und diente in der gleichen Einheit der Air Force Reserve Command (AFRC). In seiner Autobiographie schreibt Goldwater: „Es war eine traurige Zeit für Jenkins’ Frau und Kinder und mir ging es nicht darum, zu ihren privaten Sorgen beizutragen. … Gewinnen ist nicht alles. Einiges, wie Loyalität zu Freunden oder dauerhafte Prinzipien, sind viel wichtiger“ (übersetzt aus dem Englischen).
Mitglieder des Kongresses veranlassten das FBI, Untersuchungen über eine mögliche Erpressung Jenkins aufgrund dessen sexueller Identität zu veranlassen. Der spätere Bericht des FBI, den Präsident Johnson mitkontrollierte, sprach Jenkins von jedweder möglichen Erpressung frei. Es wurde hingegen aufgrund der Nachforschungen bekannt, dass Jenkins versucht hatte, seinen Einfluss geltend zu machen, um für einen Colonel der AFRC eine Wiedereinstellung in den Militärdienst zu erreichen, der wegen eines Sexvorfalls entlassen worden war.

### Auswirkung auf Johnsons Regierung
Präsident Johnson teilte die Aufgaben von Jenkins nach dessen Ausscheiden auf mehrere Büroangestellte auf. Johnsons Pressesekretärin George Reedy berichtete später einem Journalisten in einem Interview: „Ein grosser Teil der Schwierigkeiten des Präsidenten kann darauf zurückgeführt werden, dass Walter gehen musste. … Die ganze Geschichte wäre anders verlaufen, wenn es diese Episode nicht gegeben hätte“ (übersetzt aus dem Englischen). Der ehemalige Justizminister Ramsey Clark äußerte, „Jenkins’ Rücktritt entzog dem Präsidenten den effektivsten und vertrauenswürdigsten Berater, den er hatte. Die Folgen wären enorm, wenn der Präsident in schwere Zeiten käme. Walters Beratung bezüglich Vietnam könnte äußerst hilfreich sein“ (übersetzt aus dem Englischen).

## Späte Jahre und Hinterlassenschaft
Jenkins schied im Februar 1965 aus dem AFRC aus.
Er verließ Washington und kehrte nach Austin zurück, wo er als Wirtschaftsprüfer und Unternehmensberater arbeitete und ein Bauunternehmen führte. Er starb 1985 im Alter von 67 Jahren ein paar Monate nach einem Schlaganfall.
Ein US-amerikanischer Fernsehfilm mit dem Titel Vanished (Verschwunden), der frei auf Jenkins’ Rücktritt basierte, wurde in den USA am 8. März 1971 ausgestrahlt.
Das Bühnenstück All the Way, das im März 2014 am Broadway uraufgeführt wurde, und mit dem Bryan Cranston den Tony Award 2014 für den Besten Hauptdarsteller gewann, schildert den Skandal von 1964 um Jenkins.